# Мелка-Контуре
Мелка-Контуре — група палеолітичних стоянок у Ефіопії, за 50 км на південь від Аддис-Абеби.

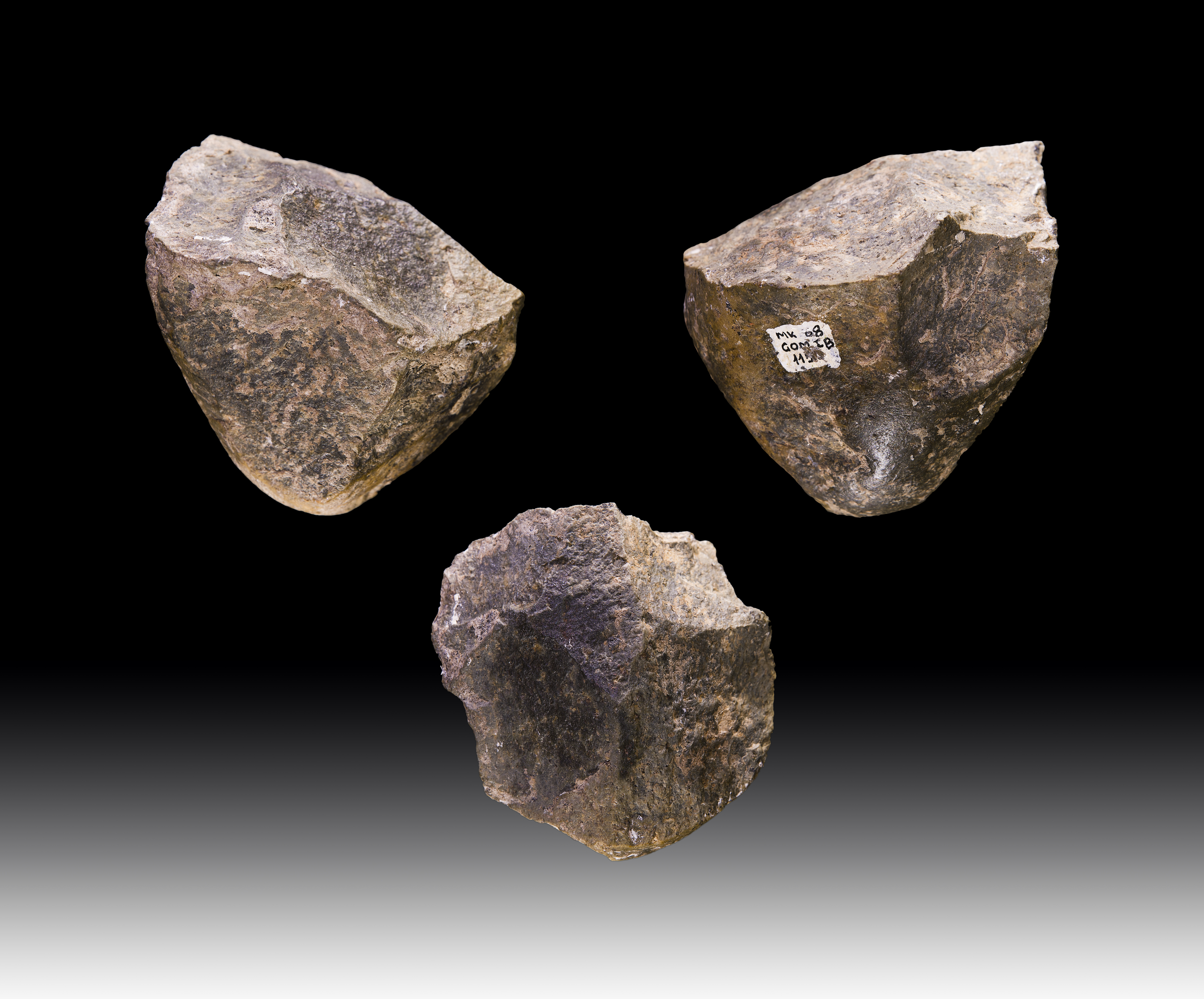
Олдувайські знаряддя з Мелка-Контуре

Досліджується з 1960-х р. французькою експедицією (Ж. Шавайон та інші). Найдавніші стоянки відносяться до олдувайської культури; віднайдені численні кам'яні знаряддя (чоппери, відщепи), кістки вбитих людьми гіппопотамів, коней, антилоп, биків та інше; вимощення із гальки (можливо, залишки жител). Для стоянок ашельської культури (особливо Гарба-IV), окрім чопперів, характерна поява і тривале існування ручних рубил, колунів, знарядь з відщепів і пластин. В середньоашельському шарі однієї з стоянок знайдений череп архантропа. Стоянки багатошарові, що дозволяє прослідити розвиток ашельської культури. В Мелка-Контуре відкриті також пам'ятки середньої кам'яної доби.